# Xã River, Quận Ouachita, Arkansas
Xã River (tiếng Anh: River Township) là một xã thuộc quận Ouachita, tiểu bang Arkansas, Hoa Kỳ. Năm 2010, dân số của xã này là 70 người.